# 林德拉尔
林德拉尔（德語：Lindlar，發音：[ˈlɪndlaʁ]）是德国北莱茵-威斯特法伦州科隆行政区上贝格县的市镇，面积85.88平方千米，2023年12月31日人口为21,836人。